# Mike Jeffries (Fußballspieler)
viele (Trainer-)Stationen fehlen --SK Sturm Fan My Disk. 09:27, 23. Mär. 2021 (CET)

Michael Jeffries (* 20. Mai 1962 in Lynn, Massachusetts) ist ein ehemaliger US-amerikanischer Fußballspieler und heutiger Trainer.
Jeffries war von 1984 bis 1988 als Fußballspieler in der North American Soccer League und in der Major Indoor Soccer League aktiv. Nach einer Verletzung am vorderen Kreuzband musste er seine Karriere 1988 beenden. Von 1984 bis 1985 spielte er dreimal für die Fußballnationalmannschaft der Vereinigten Staaten.
Anschließend wurde er Trainer und betreut aktuell Charlotte Independence in der drittklassigen United Soccer League.

## Spielerkarriere

### College
Jeffries besuchte von 1980 bis 1983 die Duke University in Durham, North Carolina, wo er auch für die College-Mannschaft Duke Blue Devils spielte. 1981 nahm er für die USA an der Makkabiade in Israel teil. Dies ist eine Sportveranstaltung für Menschen jüdischen Glaubens. 1982 erreichte er mit Duke das Finale der NCAA Division I Meisterschaft. Die Mannschaft unterlag hier aber gegen die Indiana University. 1983 wurde Jeffries als einer der besten College-Spieler des Landes in die Division I First-Team All-Americans Auswahl aufgenommen. Außerdem bekam er die Hermann Trophy, welche alljährlich an den besten Fußballspieler einer Collegemannschaft vergeben wird.
Neben dem Fußball erlangte Jeffries seinen Bachelor in Elektrotechnik und Public Policy. Später machte er noch seinen Master an der Tulane University.

### Profi
Nach seinem Abschluss am College spielte Jeffries eine Saison für die Minnesota Strikers in der North American Soccer League. Nachdem die NASL Ende 1984 aufgelöst wurde, wechselten die Striker in die Major Indoor Soccer League, einer Hallenfußballliga. Dort spielte er, bis er 1987 von den Strikers freigestellt wurde.
Am 20. Oktober 1987 wechselte er zu den Dallas Sidekicks, die ebenfalls in der MISL spielten. Für die Texaner absolvierte er 33 Spiele. 1988 musste er aufgrund einer Verletzung am vorderen Kreuzband seine Karriere beenden.

### Nationalmannschaft
Am 30. November 1984 gab er sein Debüt für die Fußballnationalmannschaft der Vereinigten Staaten in einem Spiel gegen Ecuador.

## Trainerkarriere
Nach seiner Karriere als Spieler arbeitete er erst als Finanzberater für Smith Barney in New Orleans. Drei Jahre später entschied er sich wieder im Fußballbereich zu arbeiten.
1993 wurde er Assistenztrainer und Spieler bei New Orleans Riverboat Gamblers, die in der damaligen United States Interregional Soccer League spielten. 1995 wurde er deren Cheftrainer und konnte 1997 die Central Conference gewinnen. 1998 wechselte er zum neuentstandenen Major-League-Soccer-Franchise Chicago Fire und wurde Co-Trainer unter Bob Bradley. Mit Chicago Fire gewann er 1998 den MLS Cup und 1998 und 2000 den Lamar Hunt U.S. Open Cup.
Am 23. Januar 2001 wurde Jeffries neuer Trainer von Dallas Burn, die ebenfalls in der MLS spielen. Mit Dallas qualifizierte er sich zweimal für die Play-offs, scheiterte jedoch beide Jahre in den Viertelfinals. 2003 konnte sich die Mannschaft nicht qualifizieren und Jeffries wurde am 15. September 2003 entlassen.
Nach seiner Entlassung blieb er in Dallas und absolvierte ein Praktikum als Assistenztrainer an der Southern Methodist University, wo er die Mannschaft während der Saison 2004 begleitete. 2005 ging er an die private katholische Hochschule University of the Incarnate Word, welche sich in San Antonio, Texas befindet und wurde dort Trainer der Crusaders, mit denen er es bis in das NCAA Division II Turnier schaffte. Abschließend landete die College-Mannschaft auf dem 23. Platz. Für seine Arbeit wurde er mit der ehrung Heartland Conference Coach of the Year ausgezeichnet.
2006 kehrte er an die Duke University zurück und wurde Assistenztrainer der Blue Devils. 2007 beendete der bisherige Trainer, John Rennie, seine Karriere. Jeffries wurde aber nicht sein Nachfolger, daraufhin verließ er Duke und wurde wiederum Co-Trainer bei Chicago Fire unter Trainer Denis Hamlett.
2010, nachdem Hamlett gekündigt wurde, arbeitete er als Scout für die US-Nationalmannschaft während der Fußball-Weltmeisterschaft 2010. Nach dem Turnier kehrte er nach Chicago zurück und wurde director of player personnel.
Im Januar 2013 übernahm er das Traineramt bei Des Moines Menace, welche in der USL Premier Development League spielen. Am 5. Dezember 2014 wurde er als neuer Trainer bei Charlotte Independence vorgestellt. Rund vier Jahre später, am 7. Dezember 2018, nahm er dort die Position des General Manager ein. Jim McGuiness wurde Trainer. Nach einer enttäuschenden Zeit mit Jim McGuiness als Trainer übernahm Michael Jeffries erneut auch das Amt des Trainers am 12. Juni 2019.